# 포제션: 악령의 상자
《포제션: 악령의 상자》(영어: The Possession)는 2012년에 공개된 미국의 초자연 공포 영화이다.

## 줄거리
10살 소녀 엠은 이웃집이 마당에서 팔던 귀신 들린 상자를 얻게 되고, 이 상자를 열면서 디부크(דיבוק) 영에게 빙의된다. 엠은 상자에 지나치게 집착하는 경향을 보이고, 이상 행동이 이어진다. 이 디부크의 이름은 악령 아비주(Abyzou)로, 아이들을 빼앗아가는 것으로 알려져있으며, 엠의 생명을 원하고 있다.

## 출연
- 제프리 딘 모건 - 클라이드 브레넥 역
- 키라 세지윅 - 스테퍼니 브레넥 역
- 매디슨 대븐포트 - 해나 브레넥 역
- 너타샤 캘리스 - 에밀리 "엠" 브레넥 역
- 그랜트 쇼 - 브렛 역
- 마티스야후 - 차도크 샤피르 역
- 퀸 로드 - 학생 역
- 애나 헤이건

## 제작
영화는 레슬리 곤스틴이 2004년 로스앤젤레스 타임스에 기고한 기사 "A jinx in a box?"에 기반하였다. 이 기사는 "디부크 상자"라고 불리는 저주 받은 포도주 보관 상자 얘기를 다루고 있다. 이 상자 안에서는 잘린 머리카락 두 다발, 화강암 평판, 말린 장미 봉오리, 술잔, 링컨 페니 두 닢, 촛대 등의 주물이 발견되었고, 소유자들 전부 기이한 경험과 불행을 겪은 것으로 알려져있다. 디부크(דיבוק)는 유대계 민간 설화에 등장하는 전설의 영으로, 16세기 중반 카발라가 번성할 때부터 주목받았다.
2021년 디부크 상자 소유자였던 케빈 매니스는 디부크 상자를 둘러싼 괴담은 전부 자신이 지어낸 얘기였다고 고백하였다.

## 기타 제작진
- 라인 제작: 숀 윌리엄슨
- 배역: 낸시 네이어
- 미술: 레이철 오툴
- 의상: 칼라 헤틀런드
- 분장: 조앤 파울러
- 제작 관리: 폴 루카이티스
- 조감독: 마이클 벤드너